# Li Hongzhi
Li Hongzhi (Chinees: 李洪志; Gongzhuling, provincie Jilin, 13 mei 1951 of 7 juli 1952) is de grondlegger en geestelijk leider van de Falun Gong-beweging. Zijn geboortedatum is omstreden. Li zelf wijt dit aan bureaucratische fouten tijdens de Culturele Revolutie. De Chinese autoriteiten stellen echter dat Li zijn geboortedatum heeft aangepast aan die van de stichter van het boeddhisme, de Gautama Boeddha. Hij maakte in mei 1992 Falun Gong in de stad Changchun openbaar. 

## Ontstaan van de Falun Gong
Li zegt twee redenen te hebben om Falun Gong openbaar te maken.
Ten eerste wil hij de reputatie van qi gong verbeteren. De Chinese overheid ontkend dat gi gong een spirituele nature heeft. De Chinese regering ziet vormen van spiritualiteit als een gevaar, en controleert alle vormen van religie streng. Li wilde met de introductie van Falun Gong aantonen dat qi gong meer is dan een stel oefeningen om fit te blijven en dat het belangrijkste onderdeel ervan bestaat uit het cultiveren van het spirituele hart (xinxing). Li gaat ervan uit dat de dat mensen geen morele normen hebben, en denkt dat Falung Gong nodig is om een goed mens te worden.
Ten tweede is Falun Gong, volgens Li, een methode van de boeddhaschool. Boeddha leerde dat er verschillende, soms tegenstrijdige paden zijn om hetzelfde doel te bereiken, Falun Gong is daar volgens Li Hongzhi één van. Alle paden van de boeddhaschool zijn gericht op het verhogen van het welzijn van zo veel mogelijk mensen.
In de jaren 1992 tot 1994 werd Li uitgenodigd door verschillende grote steden op het Chinese vasteland en gaf hij er lezingen, telkens voor volle zalen. Hij gaf uitleg over de filosofie achter Falun Gong en de bezoekers leerden tegelijk de erbij behorende oefeningen. Li's lezingen werden later te boek gesteld in het boek Zhuan Falun ('het draaiende wetswiel'), een uitgebreide beschrijving van de filosofie achter Falun Gong. De oefeningen worden getoond en uitgelegd in het boek Falun Gong ('qi gong van het draaiende wetswiel'). In 1995 werd Li uitgenodigd door de Verenigde Staten om ook daar lezingen te houden.
De Chinese regering treed hard op tegen volgelingen van de Falun Gong. Li woont tegenwoordig in Dragon springs, een complex in New York.

## Kritiek op Li
Li is in de westerse wereld niet onomstreden. In zijn lezingen spreekt Li zich uit tegen het mengen van rassen, hij is ervan overtuigd dat in het paradijs alle rassen gescheiden zijn. Ook is Li sterk tegen het gebruik van medicijnen, en hij stelt dat medicatie niet nodig is als je de Falun Gong volgt. Verder vindt hij homoseksualiteit immoreel en mensonwaardig.
De krant Epoch times is sterk verbonden met Li en de Falun Gong en heeft kritiek ontvangen vanwege zijn opvattingen. De krant was de grootste adverteerder van Trump die niet gelieerd was aan de republikeinse partij tijdens de Amerikaanse presidentsverkiezingen. Het nieuwsblad was ervan overtuigd dat Trump vanuit de hemel gestuurd was om het communisme uit te roeien. In de berichtgeving van de krant kwamen ook verscheidene complottheorieën voor.